# Phước Thái, Đồng Nai
Phước Thái là một xã thuộc tỉnh Đồng Nai, Việt Nam.
Xã có diện tích 17,99 km², dân số năm 1999 là 14153 người, mật độ dân số đạt 787 người/km².

## Hành chính
Xã Phước Thái được chia thành 7 ấp: 1A, 1B, 1C, 3, Hiền Đức, Hiền Hòa, Long Phú.